# Kastélyosdombó
Kastélyosdombó är ett samhälle i Somogy i Ungern. Kastélyosdombó ligger i distriktet Barcs och har en area på 13,08 km². År 2019 hade Kastélyosdombó totalt 252 invånare.